# Luwan

Luwan

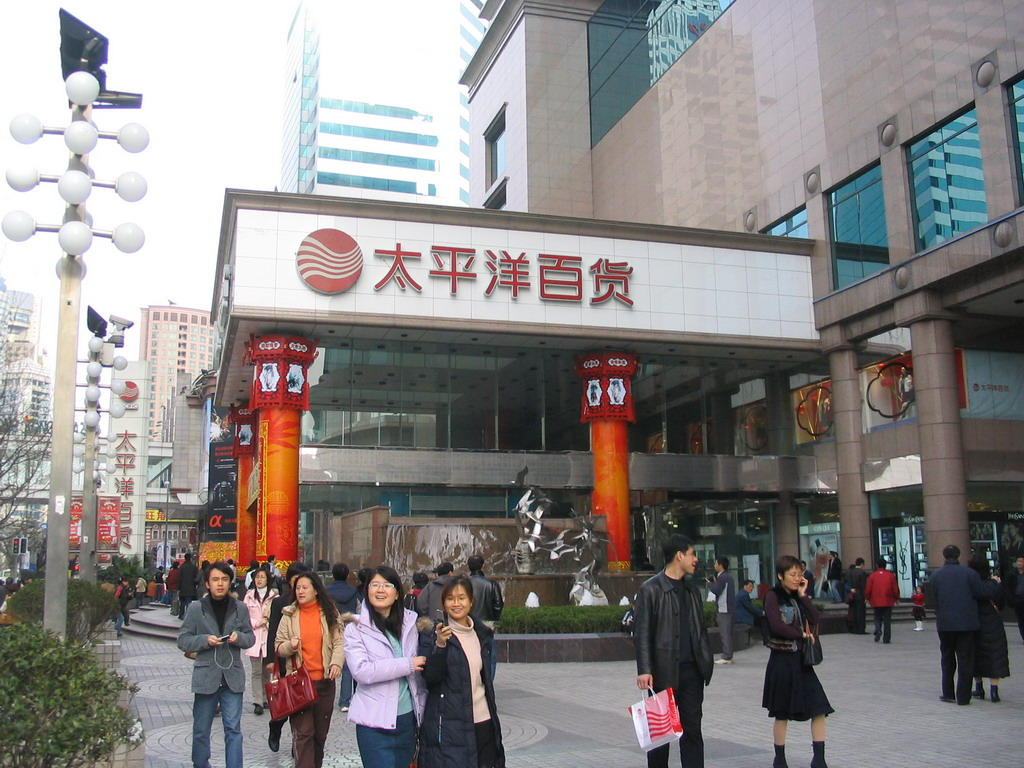
Pacific Department Store an der Huaihai-Straße

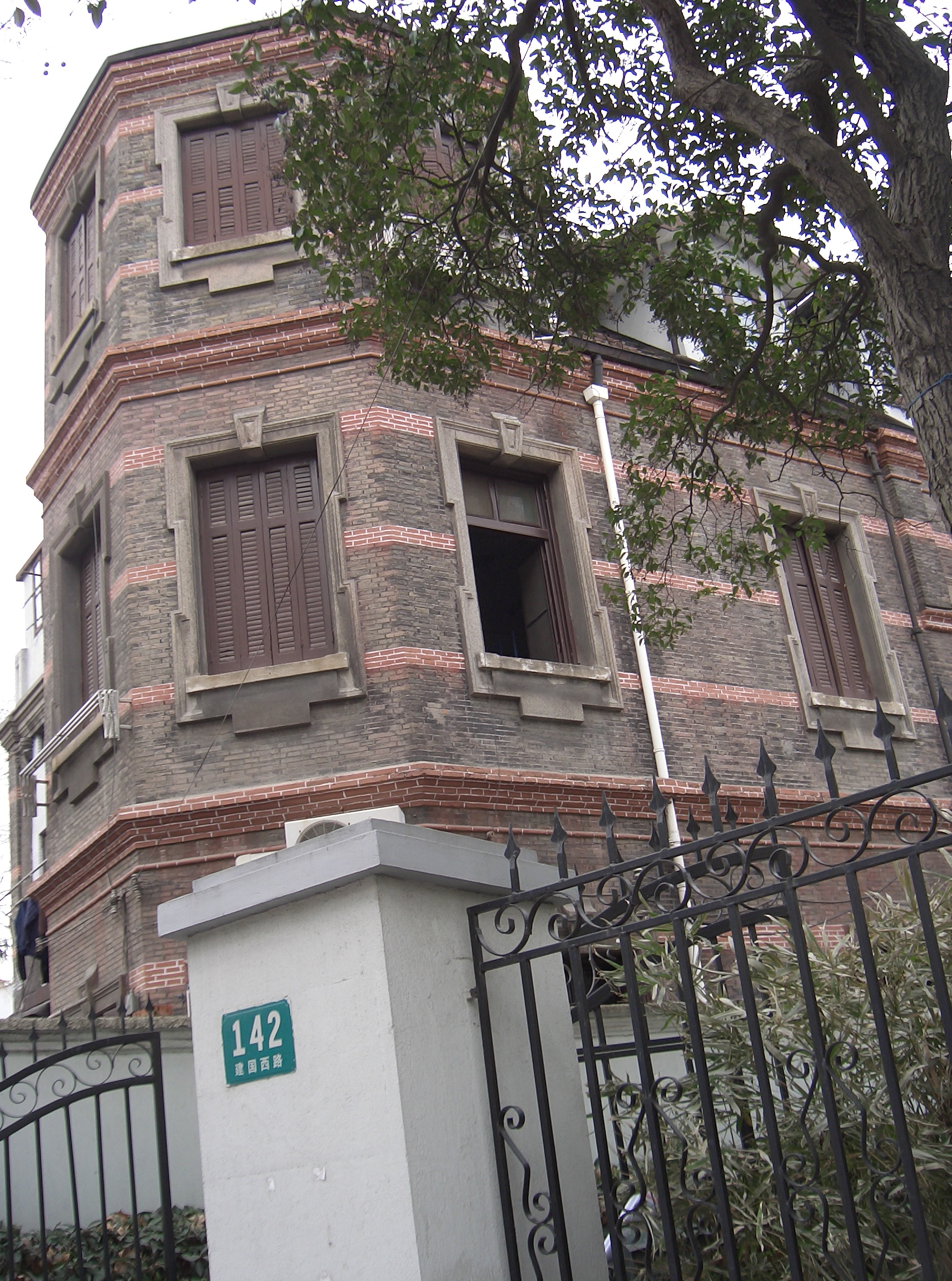
Gebäude der französischen Konzession

Luwan (卢湾区 Lúwān Qū) war bis 2011 ein „innerer“ Stadtbezirk der regierungsunmittelbaren Stadt Shanghai in der Volksrepublik China.
In Luwan fand im Jahr 1921 der erste Parteitag der neu gegründeten Kommunistischen Partei Chinas statt.
Luwan hatte eine Fläche von 8,05 Quadratkilometern (davon 0,5 Quadratkilometer Wasserfläche) und 328.383 Einwohner (2003). Die Bevölkerungsdichte betrug 40.793 Einwohner pro Quadratkilometer. Luwan setzte sich aus vier Straßenvierteln zusammen.
Der Stadtbezirk Luwan begann südlich vom Volksplatz und wurde von der Huaihai-Straße durchquert, einer Einkaufsstraße, die für ihre Läden und Restaurants berühmt ist. Im Gebiet Luwans befand sich auch die frühere französische Konzession, die gekennzeichnet ist von den Alleen mit Platanen, die vor mehr als einem Jahrhundert aus Frankreich hier eingeführt wurden.
Am 8. Juni 2011 wurde Luwan aufgelöst und dem Stadtbezirk Huangpu angegliedert.